# Kleven'
Il Kleven' (in russo Клевень?) è un fiume della Russia europea e dell'Ucraina, affluente di destra del Sejm (bacino del Dnepr). Scorre nelle oblast' russe di Kursk e di Brjansk e in quella ucraina di Sumy.
Il fiume nasce vicino al villaggio Chinel'skij (regione di Brjansk). Scorre prima verso sud, poi, principalmente verso sud-ovest (in alcuni punti, verso sud). L'alveo del fiume è moderatamente tortuoso e canalizzato in alcune zone. La larghezza del fiume aumenta da 3 a 15 m (nel corso superiore) e fino a 30 m (nel corso inferiore), la profondità è di 1,5-2,5 m. Confluisce nel Sejm alla periferia meridionale del villaggio di Kamen' (in Ucraina). La lunghezza del fiume è di 113 km. L'area del bacino idrografico è di 2 660 km². Nel corso superiore del fiume c'è il confine russo-ucraino.